# Биэн, Брендан

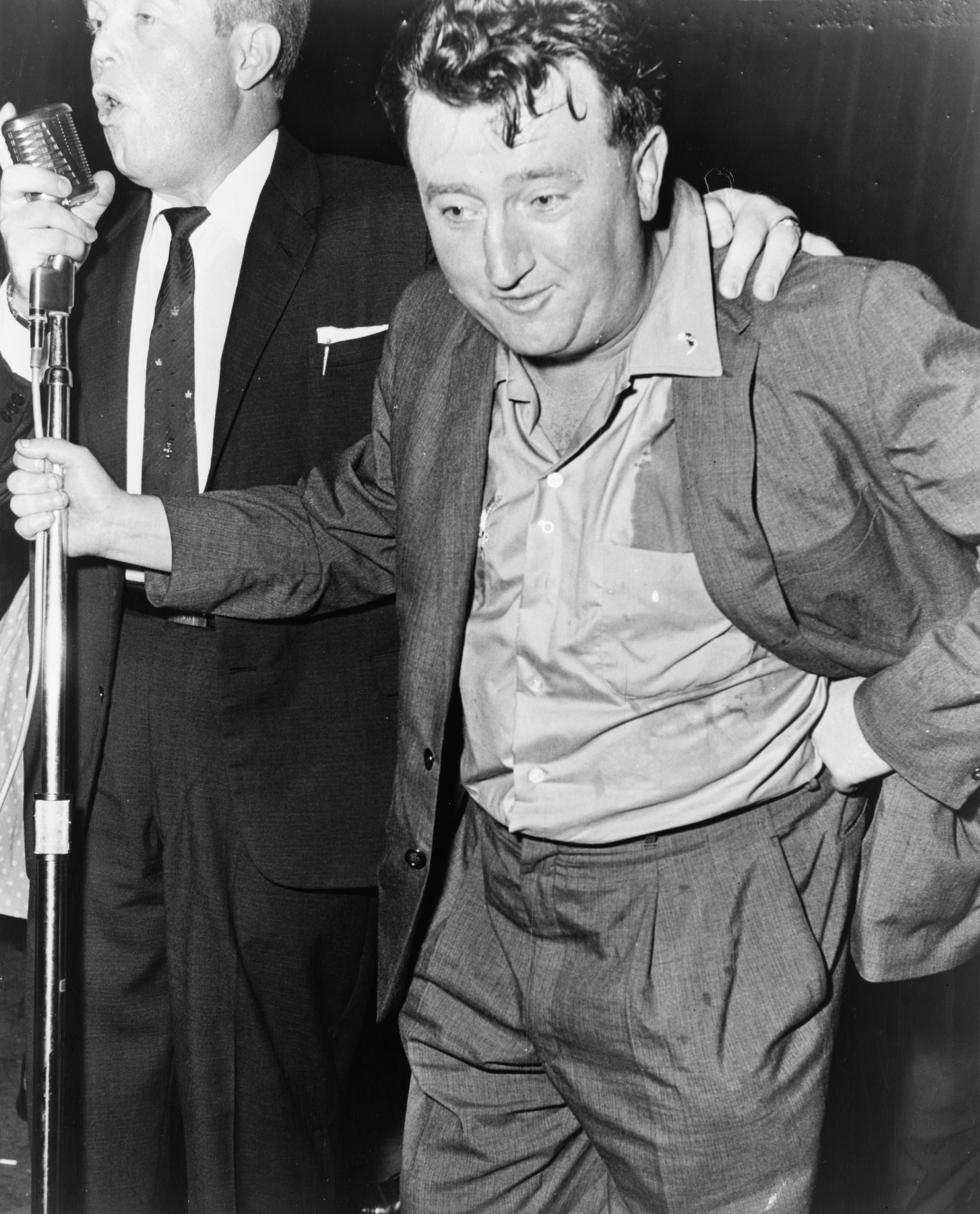
Брендан Биэн, 1960

Бре́ндан Биэ́н (англ. Brendan Behan, ирл. Breandán Ó Beacháin, 9 февраля 1923, Дублин — 20 марта 1964, там же) — ирландский писатель, драматург, журналист, писал на ирландском и английском языках.

## Биография
Из семьи ярых ирландских республиканцев. Его дядя Педар Керни был композитором, автором ирландского национального гимна. Отец — художник-оформитель, член ИРА, политической активисткой была и его мать, она близко дружила с Майклом Коллинзом, написала в соавторстве с сыном Брайеном автобиографию Мать всех Биэнов (1924). Родители воспитали детей (оба брата Брендана, Брайен и Доминик, тоже были писателями) в непримиримо-республиканском духе. Брендан в 13 лет бросил школу, помогал отцу в оформительстве, вступил в молодёжную группировку ИРА Фиана Эйринн (Бойцы Ирландии), в журнале организации дебютировал стихами и эссе.
Очень рано начал писать: его «Ответ малолетки автору проанглийских стихов» был опубликован в 1931 году. Так же рано он начал выпивать, вначале — за компанию со своей английской бабушкой (биограф пересказывает такую сценку из детских лет Брендана: прохожий на улице спрашивает его бабушку: Что это, миссис, ваш милый мальчик такой перекошенный? Бабушка, без выражения: Он не перекошенный, он пьяный).
В 1939 году Брендан был арестован в Англии, куда отправился по собственному почину без санкций организации, у него нашли взрывчатку (позже он шутил: Человека с большой бомбой называют государственным деятелем, с маленькой — террористом). Был приговорен к трём годам тюрьмы, вернулся в Ирландию в 1941 году после покушения на двоих полицейских в 1942 году был приговорён к 14 годам тюрьмы, в 1946 был амнистирован. В 1947 году снова на короткий срок попал в тюрьму, после чего вышел из рядов ИРА, сохранив дружеские отношения с её лидерами. Тюремный опыт Биэна определил его драматургию и прозу.
Жил в Дублине и Париже, где общался с Беккетом и Камю. В 1955 году женился на художнице, у них родилась дочь. Продолжал пить, умер от диабетической комы. Похоронен на кладбище Гласневина (северное предместье Дублина) при большом скоплении народа.

## Творчество и признание
Пьесы Биэна, близкие к драматургии рассерженных молодых людей шли в постановках леворадикальных режиссёров Великобритании, в ФРГ их ставил Петер Цадек. Успехом пользовались и его автобиографические повести. Пьесу «Говоря о верёвке» (The Quare Fellow, 1956) перевёл на русский Иосиф Бродский, на немецкий язык пьесы Биэна переводил Генрих Бёлль (1962), его песни на голландский — Сейс Нотебоом. Песню The Old Triangle из пьесы «Говоря о верёвке» исполняли The Dubliners, Боб Дилан, многие другие певцы и ансамбли. Книги о Брендане написали оба его брата, а также его вдова Беатрис.

## Произведения

### Пьесы
- The Quare Fellow (1956, экранизирована в 1962)
- An Giall / The Hostage (1958, телепостановки 1962, 1977, 1996)
- Richard’s Cork Leg (1972)
- Moving Out, одноактная радиопьеса
- A Garden Party, одноактная радиопьеса
- The Big House, одноактная радиопьеса (1957)

### Проза
- Borstal Boy (1958, экранизирован 2000, см.: )
- Brendan Behan’s Island (1962)
- Hold Your Hour and Have Another (1963)
- Brendan Behan’s New York (1964)
- Confessions of an Irish Rebel (1965)

### Песни
- The Auld Triangle
- The Captain and the Kings
- Brendan Behan Sings Irish Folksongs and Ballads (1985)

## Сводные издания
- The complete plays (1978)
- Interviews and recollections (1982)
- The Letters (1992)

### Публикации на русском языке
- Заложник. Пер. В. Ефановой и М. Мироновой. Семь английских пьес. Составитель, редактор и автор статьи Д. Шестаков. М., 1968.
- Говоря о веревке/ Пер. И.Бродского// Иностранная литература, 1995, № 2, с.161-198 (перепеч. в кн.: Бродский И. Второй век после нашей эры. Драматургия. СПб., Издательство журнала «Звезда», 2001, с.178-239)
- Ничего смешного. Антология. М.: Новое литературное обозрение, 1999
- В Англии все наоборот. Антология английского юмора. М.: Б. С.Г.-Пресс, 2007